# Les Molières
« Les Molières » redirige ici. Pour l’article homophone, voir Nuit des Molières.
Pour les articles homonymes, voir Molières.
Les Molières (prononcé [lɛ moljɛʁ] ) sont une commune française située dans le département de l'Essonne en région Île-de-France.

## Géographie

### Situation

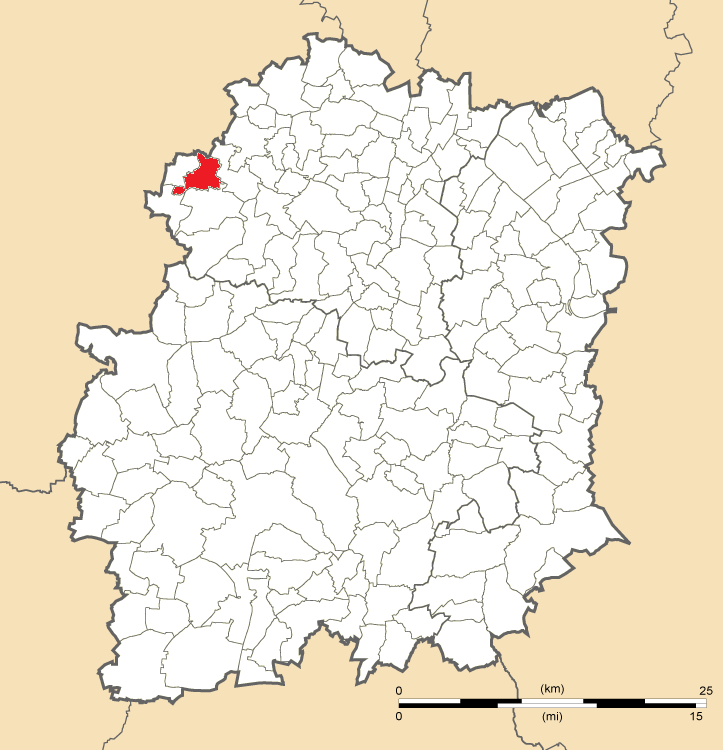
Position des Molières en Essonne.

Les Molières sont situées à vingt-neuf kilomètres au sud-ouest de Paris-Notre-Dame, point zéro des routes de France, vingt-huit kilomètres au nord-ouest d'Évry, treize kilomètres au sud-ouest de Palaiseau, quinze kilomètres au nord-ouest de Montlhéry, seize kilomètres au nord-ouest d'Arpajon, dix-sept kilomètres au nord-est de Dourdan, vingt-huit kilomètres au nord-ouest d'Étampes, vingt-neuf kilomètres au nord-ouest de La Ferté-Alais, trente-et-un kilomètres au nord-ouest de Corbeil-Essonnes, quarante-deux kilomètres au nord-ouest de Milly-la-Forêt.
Située dans l'Essonne, à située à l’entrée de la vallée de Chevreuse, la commune est limitrophe du département des Yvelines.
La commune est devenue membre du parc naturel régional de la Haute Vallée de Chevreuse en 2017.
Le sentier de grande randonnée GR 11D passe dans la commune.

### Communes limitrophes
Les communes limitrophes sont Saint-Rémy-lès-Chevreuse, Boullay-les-Troux, Pecqueuse, Limours et Gometz-la-Ville.

### Géologie et relief
La superficie de la commune est de 7,02 km2 ; son altitude varie de 100  à   177 mètres.

### Hydrographie

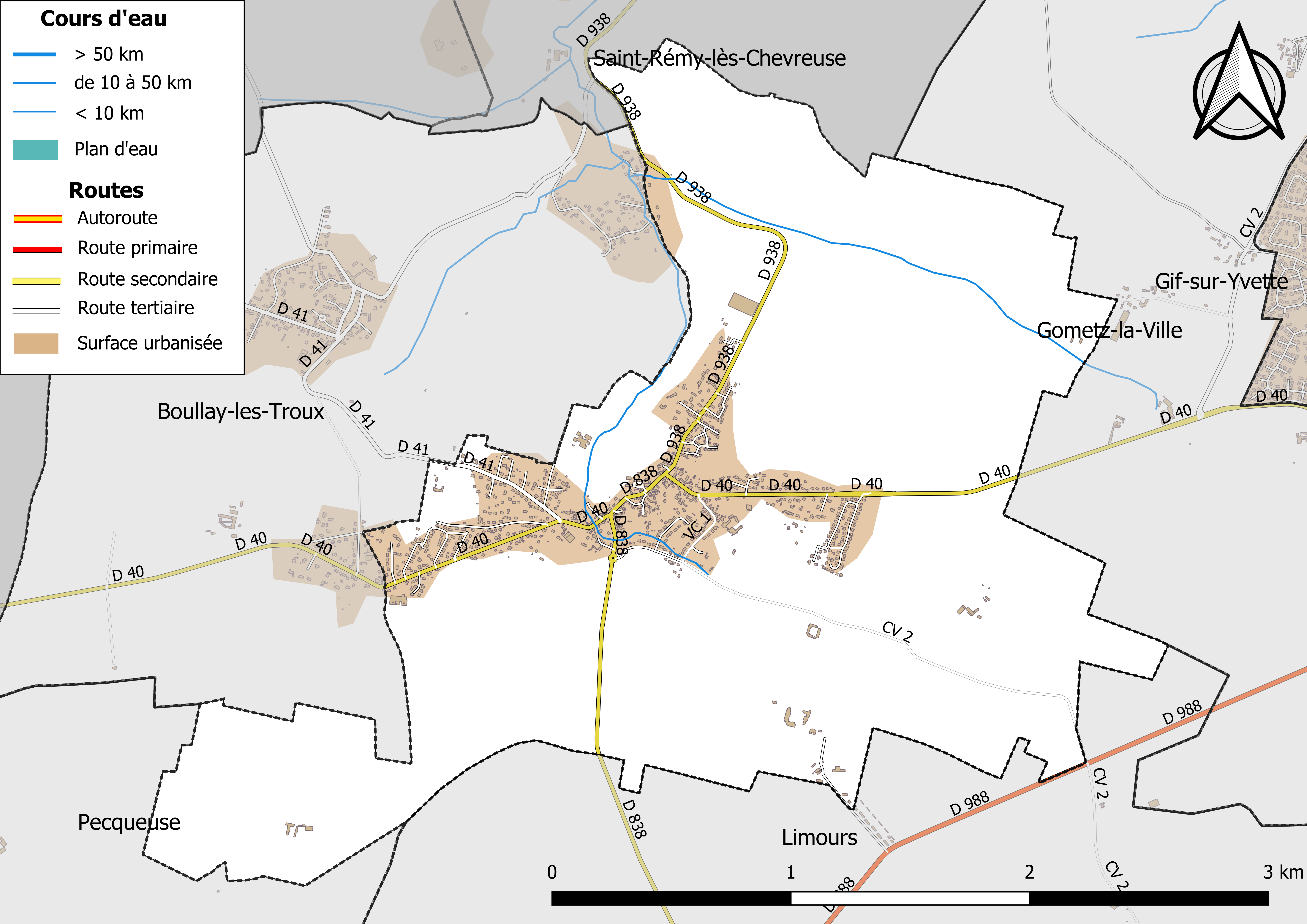
Carte des réseaux hydrographiques et routiers de la commune.

Les Molières sont drainés par des ruisseaux, dont le ruisseau de Montabé.

### Climat
Pour des articles plus généraux, voir Climat de l'Île-de-France et Climat de l'Essonne.
En 2010, le climat de la commune est de type climat océanique dégradé des plaines du Centre et du Nord, selon une étude du CNRS s'appuyant sur une série de données couvrant la période 1971-2000. En 2020, Météo-France publie une typologie des climats de la France métropolitaine dans laquelle la commune est exposée à un climat océanique altéré et est dans la région climatique Sud-ouest du bassin Parisien, caractérisée par une faible pluviométrie, notamment au printemps (120 à 150 mm) et un hiver froid (3,5 °C).
Pour la période 1971-2000, la température annuelle moyenne est de 10,6 °C, avec une amplitude thermique annuelle de 15,1 °C. Le cumul annuel moyen de précipitations est de 680 mm, avec 11 jours de précipitations en janvier et 7,8 jours en juillet. Pour la période 1991-2020, la température moyenne annuelle observée sur la station météorologique la plus proche, située sur la commune de Choisel à 4 km à vol d'oiseau, est de 11,1 °C et le cumul annuel moyen de précipitations est de 709,1 mm,. Pour l'avenir, les paramètres climatiques de la commune estimés pour 2050 selon différents scénarios d'émission de gaz à effet de serre sont consultables sur un site dédié publié par Météo-France en novembre 2022.
| Mois                                  | jan.             | fév.             | mars           | avril         | mai           | juin           | jui.           | août          | sep.         | oct.          | nov.            | déc.             | année      |
| ------------------------------------- | ---------------- | ---------------- | -------------- | ------------- | ------------- | -------------- | -------------- | ------------- | ------------ | ------------- | --------------- | ---------------- | ---------- |
| Température minimale moyenne (°C)     | 1,3              | 1                | 3,1            | 5             | 8,4           | 11,4           | 13,2           | 13            | 10,1         | 7,4           | 4,1             | 1,6              | 6,6        |
| Température moyenne (°C)              | 4                | 4,4              | 7,5            | 10,1          | 13,8          | 17             | 19,2           | 19            | 15,4         | 11,6          | 7,2             | 4,2              | 11,1       |
| Température maximale moyenne (°C)     | 6,7              | 7,7              | 11,9           | 15,3          | 19,2          | 22,6           | 25,1           | 25            | 20,8         | 15,8          | 10,4            | 6,9              | 15,6       |
| Record de froid (°C) date du record   | −14,2 14.01.1979 | −13,5 07.02.1991 | −10,4 13.03.13 | −4,5 15.04.19 | −1 07.05.1997 | 2,2 04.06.1991 | 4,9 19.07.1974 | 4,3 21.08.14  | 1,8 30.09.12 | −4 30.10.1997 | −9,5 24.11.1998 | −10,6 29.12.1996 | −14,2 1979 |
| Record de chaleur (°C) date du record | 15,5 27.01.03    | 18,5 24.02.1990  | 24 29.03.1989  | 28 21.04.18   | 31,6 28.05.17 | 36,4 27.06.11  | 37,5 01.07.15  | 39,5 06.08.03 | 33 05.09.13  | 28,5 03.10.11 | 21 08.11.15     | 16,5 07.12.00    | 39,5 2003  |
| Précipitations (mm)                   | 61,4             | 51,7             | 51,5           | 48,9          | 67,8          | 61,5           | 52,4           | 56,3          | 51,6         | 65,8          | 64,7            | 75,5             | 709,1      |

### Milieux naturels et biodiversité
Les bois au nord du village ont été recensés au titre des espaces naturels sensibles par le conseil général de l'Essonne.

## Urbanisme

### Typologie
Au 1er janvier 2024, Les Molières sont catégorisées bourg rural, selon la nouvelle grille communale de densité à sept niveaux définie par l'Insee en 2022.
Elle est située hors unité urbaine. Par ailleurs la commune fait partie de l'aire d'attraction de Paris, dont elle est une commune de la couronne,. Cette aire regroupe 1 929 communes,.

### Occupation des sols

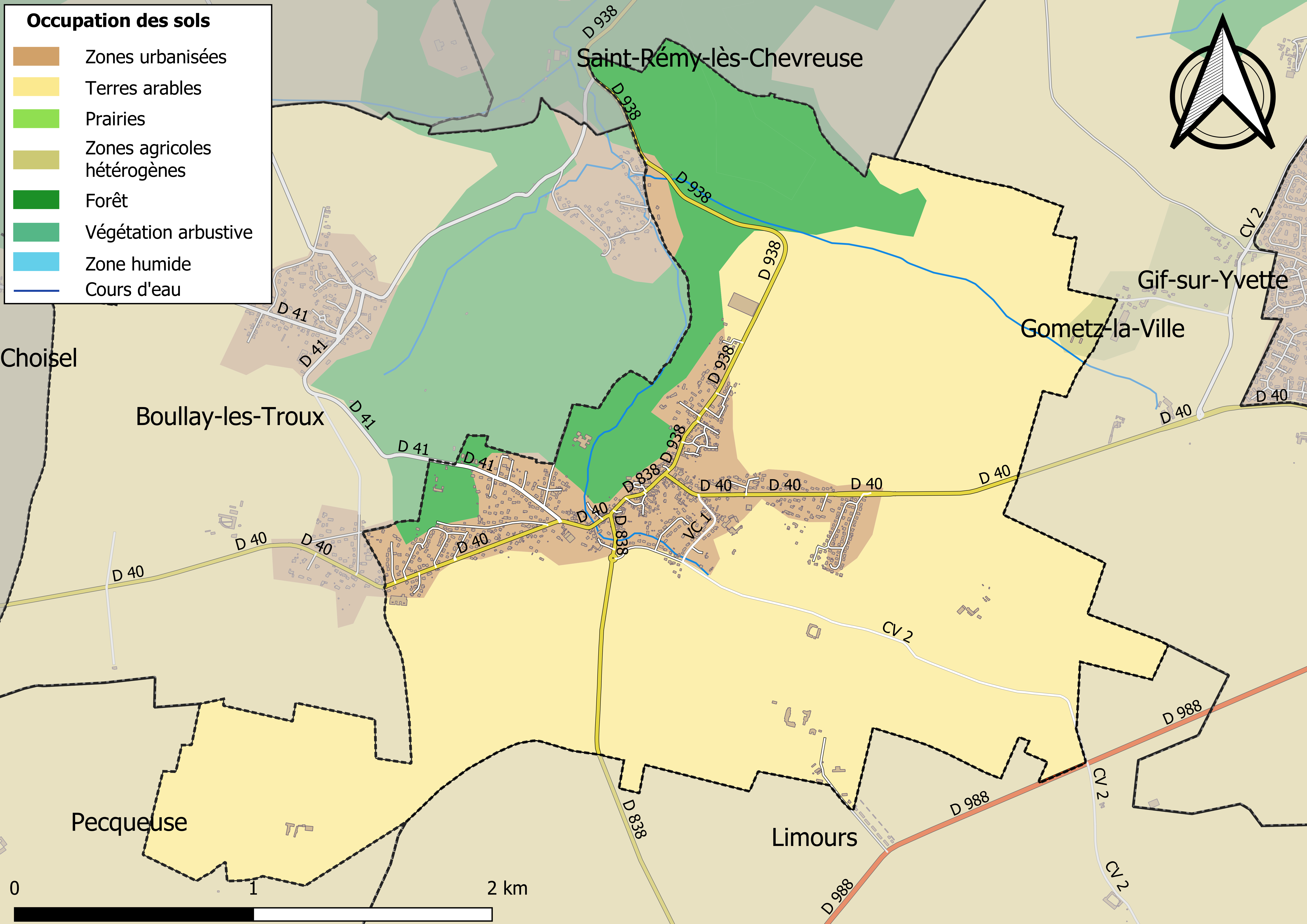
Carte des infrastructures et de l'occupation des sols de la commune en 2018 (CLC).

| Type d’occupation           | Pourcentage | Superficie (en hectares) |
| --------------------------- | ----------- | ------------------------ |
| Espace urbain construit     | 10,7 %      | 75,20                    |
| Espace urbain non construit | 2,4 %       | 16,93                    |
| Espace rural                | 87,0 %      | 613,88                   |
| Source : MOS-Iaurif 2008    |             |                          |

### Lieux-dits, écarts et quartiers
- Le lieu-dit la Cocquetière se situe un peu à l'écart du village, vers l'est.
- Le lieu-dit les Longs Réages se situe un peu à l'écart du village, vers le nord-ouest.
- La Noue

### Habitat et logement
En 2020, le nombre total de logements dans la commune était de 755, alors qu'il était de 726 en 2015 et de 690 en 2010.
Parmi ces logements, 94 % étaient des résidences principales, 2,1 % des résidences secondaires et 3,9 % des logements vacants. Ces logements étaient pour 90,5 % d'entre eux des maisons individuelles et pour 9,3 % des appartements.
Le tableau ci-dessous présente la typologie des logements aux Les Molières en 2020 en comparaison avec celle de l'Essonne et de la France entière. Une caractéristique marquante du parc de logements est ainsi une proportion de résidences secondaires et logements occasionnels (2,1 %) supérieure à celle du département (1,8 %) mais inférieure à celle de la France entière (9,7 %).
| Typologie                                               | Les Molières | Essonne | France entière |
| ------------------------------------------------------- | ------------ | ------- | -------------- |
| Résidences principales (en %)                           | 94           | 91,6    | 82,1           |
| Résidences secondaires et logements occasionnels (en %) | 2,1          | 1,8     | 9,7            |
| Logements vacants (en %)                                | 3,9          | 6,6     | 8,2            |

### Voies de communication et transports
La commune est desservie par l'ancienne route nationale 838 (actuelle RD 838) reliant Versailles à Angerville est est tangentée au sud-est par la route départementale 988, un tronçpon de l'ancienne route nationale 188 qui reliait Massy et l'autoroute A 10 à la ville nouvelle des Ulis.

## Toponymie
L'origine du nom de la commune provient du mot latin Moleriae en 1186, Molleriæ, Mollariæ au XIIIe siècle, Esmolières en 1648, signifiant meulière, roche commune dans la région. Une coïncidence veut qu'on y trouve des pierres meulières. Mais le nom des Molières est déjà attesté au XIIe siècle, c'est-à-dire bien avant que le terme de "pierre meulière" ne soit usité en français. Des terrains détrempés, on les appelle souvent des "mouillères", terme largement répandu dans la microtoponymie. C'est aussi ce qu'exprime le nom des Molières, localité sise au-dessous de la source d'un affluent de l'Yvette, c’est un dérivé du latin « mollis » qui signifiait « des terres qui s’égouttent mal ». La commune fut nommée Les Mollieres à sa création en 1793, l'orthographe actuelle fut introduite en 1801 dans le bulletin des lois.
Le nom de la commune ne vient donc probablement pas de Mollis, toponyme d'origine romaine signifiant : sol mou, terrain humide[réf. nécessaire], mais plutôt de la pierre meulière très réputée qu'elle produisait autrefois, exportant très loin ses meules à grains. D'autres lieux portent ce nom pour la même raison, voir par exemple le calcaire de Saint-Julien-des-Molières.

## Histoire

### Moyen Âge
En 1070, Guillaume, abbé de Saint-Florent de Saumur, reçoit de l'évêque Geoffroy de Boulogne, l'église du village ainsi que celles de Gometz-la-Ville et Gometz-le-Châtel.

### Temps modernes
- Au XVIe siècle, le fief est acheté par la famille de Sully.
- De 1601 à la Révolution française, Les Molières dépendent du comté de Limours.

### Époque contemporaine
Le village est connu pour l'extraction du grès et de la meulière, servant à la fabrication des meules. Une forte communauté d'ouvriers italiens y vivait. Les carrières ont cessé leur activité vers 1950.
La gare de Boullay, située à la limite entre la commune et Boullay-les-Troux sur la ligne de Sceaux, a été desservie de 1867 à 1939.

Les Molières au tout début du XXe siècle
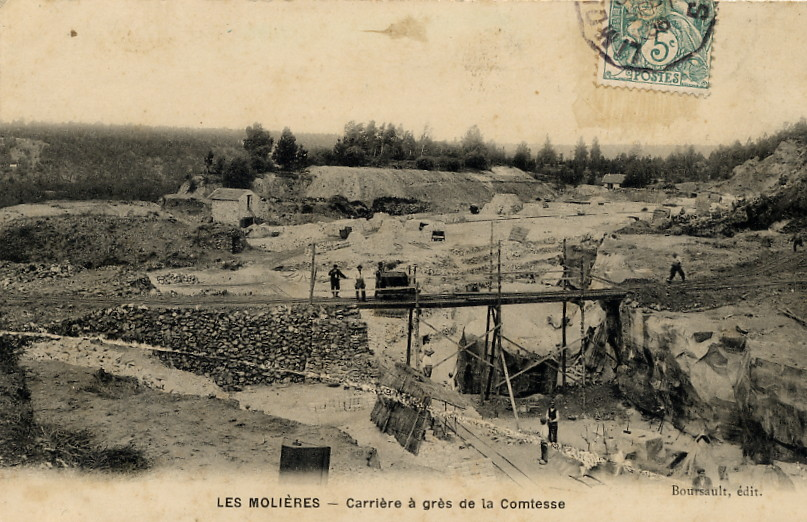
Les carrières à grès de la Comtesse.
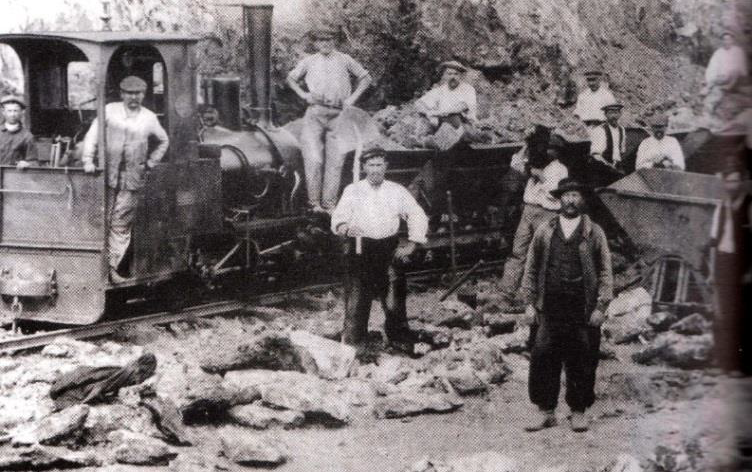
Locomotive à vapeur et wagonnets type Decauville - Carrière des Molières

Les Molières abritaient le centre émetteur du Poste Parisien du 25 avril 1932 jusqu'en juin 1940. Pendant la guerre il diffusa le "Radio Paris". Sa licence n'a pas été renouvelée après la guerre et le centre émetteur fut converti en centre d'écoute par l'ORTF.

## Politique et administration

### Rattachements administratifs et électoraux

#### Rattachements administratifs
Antérieurement à la loi du 10 juillet 1964, la commune faisait partie du département de Seine-et-Oise. La réorganisation de la région parisienne en 1964 fit que la commune appartient désormais au département de  l'Essonne et à son arrondissement de Palaiseau après un transfert administratif effectif au 1er janvier 1968.
Elle faisait partie depuis 1793 du canton de Limours de Seine-et-Oise, puis de l'Essonne. Dans le cadre du redécoupage cantonal de 2014 en France, cette circonscription administrative territoriale a disparu, et le canton n'est plus qu'une circonscription électorale.

#### Rattachements électoraux
Pour les élections départementales, la commune est membre depuis 2014 du canton de Gif-sur-Yvette
Pour l'élection des députés, elle fait partie de la quatrième circonscription de l'Essonne.

### Intercommunalité
La commune est membre de la communauté de communes du Pays de Limours, un établissement public de coopération intercommunale (EPCI) à fiscalité propre créé fin 2001 et auquel la commune a transféré un certain nombre de ses compétences, dans les conditions déterminées par le code général des collectivités territoriales.

### Tendances et résultats politiques
Élections présidentielles, résultats des deuxièmes tours :
- Élection présidentielle de 2002 : 90,44 % pour Jacques Chirac (RPR), 9,56 % pour Jean-Marie Le Pen (FN), 87,50 % de participation[18].
- Élection présidentielle de 2007 : 50,05 % pour Ségolène Royal (PS), 49,95 % pour Nicolas Sarkozy (UMP), 91,44 % de participation[19].
- Élection présidentielle de 2012 : 51,67 % pour François Hollande (PS), 48,33 % pour Nicolas Sarkozy (UMP), 89,62 % de participation[20].

Élections législatives, résultats des deuxièmes tours :
- Élections législatives de 2002 : 50,37 % pour Marianne Louis (PS), 49,63 % pour Pierre-André Wiltzer (UMP), 70,83 % de participation[21].
- Élections législatives de 2007 : 50,85 % pour Nathalie Kosciusko-Morizet (UMP), 49,15 % pour Olivier Thomas (PS), 66,48 % de participation[22].
- Élections législatives de 2012 : 50,72 % pour Olivier Thomas (PS), 49,28 % pour Nathalie Kosciusko-Morizet (UMP), 72,98 % de participation[23].

Élections européennes, résultats des deux meilleurs scores :
- Élections européennes de 2004 : 36,14 % pour Harlem Désir (PS), 14,40 % pour Marielle de Sarnez (UDF), 55,29 % de participation[24].
- Élections européennes de 2009 : 28,03 % pour Michel Barnier (UMP), 25,66 % pour Daniel Cohn-Bendit (Les Verts), 58,53 % de participation[25].

Élections régionales, résultats des deux meilleurs scores :
- Élections régionales de 2004 : 57,44 % pour Jean-Paul Huchon (PS), 36,16 % pour Jean-François Copé (UMP), 74,70 % de participation[26].
- Élections régionales de 2010 : 57,31 % pour Jean-Paul Huchon (PS), 42,69 % pour Valérie Pécresse (UMP), 61,26 % de participation[27].

Élections cantonales, résultats des deuxièmes tours :
- Élections cantonales de 2001 : données manquantes.
- Élections cantonales de 2008 : 56,79 % pour Christian Schoettl (DVD) élu au premier tour, 31,23 % pour Mouna Mathali (PS), 74,07 % de participation[28].

Élections municipales, résultats des deuxièmes tours :
- Élections municipales de 2001 : données manquantes.
- Élections municipales de 2008 : 497 voix pour Bernard Jullemiez (?), 491 voix pour Éric Michel (?), 66,26 % de participation[29].

Référendums :
- Référendum de 2000 relatif au quinquennat présidentiel : 81,57 % pour le Oui, 18,43 % pour le Non, 45,56 % de participation[30].
- Référendum de 2005 relatif au traité établissant une Constitution pour l'Europe : 61,05 % pour le Oui, 38,95 % pour le Non, 82,29 % de participation[31].

### Liste des maires
| Période                                  | Période                        | Identité             | Étiquette   | Qualité |
| ---------------------------------------- | ------------------------------ | -------------------- | ----------- | --- |
| Les données manquantes sont à compléter. |                                |                      |             | |
| mars 1924                                | mai 1925                       | Roger Tirand,        | PC-SFIC     | Maître imprimeur, typographe |
| mai 1925                                 | 1933                           | Georges Jullemier    |             | Agriculteur |
| Les données manquantes sont à compléter. |                                |                      |             | |
| 1945                                     | mars 1977                      | Paul Piarrette       |             | Cultivateur |
| mars 1977,                               | mars 2008                      | Claude Guillemin     | PS          | Retraité |
| mars 2008                                | mars 2014                      | Joël Mancion         | DVG         | Ingénieur de recherche retraité, syndicaliste |
| mars 2014                                | mai 2023,                      | Yvan Lubraneski      | PS puis DVG | Gérant de société, chargé de communication Vice-président de la CC du Pays de Limours (2014 → 2020) Président de l'Association des maires ruraux de l'Essonne (2017 → 2023) Démissionnaire |
| juin 2023                                | En cours (au 30 novembre 2023) | Jean-Paul Gruffeille |             | Entrepreneur |

## Équipements et services publics

### Enseignement
Les élèves des Molières sont rattachés à l'académie de Versailles. La commune dispose sur son territoire de l'école primaire Anne Frank.

## Population et société

### Démographie
Les habitants sont appelés les Molièrois.

#### Évolution démographique
L'évolution du nombre d'habitants est connue à travers les recensements de la population effectués dans la commune depuis 1793. Pour les communes de moins de 10 000 habitants, une enquête de recensement portant sur toute la population est réalisée tous les cinq ans, les populations de référence des années intermédiaires étant quant à elles estimées par interpolation ou extrapolation. Pour la commune, le premier recensement exhaustif entrant dans le cadre du nouveau dispositif a été réalisé en 2007.

En 2022, la commune comptait 1 935 habitants, en évolution de −1,12 % par rapport à 2016 (Essonne : +2,89 %, France hors Mayotte : +2,11 %).
| 1793 | 1800 | 1806 | 1821 | 1831 | 1836 | 1841 | 1846 | 1851 |
| ---- | ---- | ---- | ---- | ---- | ---- | ---- | ---- | ---- |
| 421  | 453  | 489  | 470  | 468  | 503  | 475  | 484  | 474  |

| 1856 | 1861 | 1866 | 1872 | 1876 | 1881 | 1886 | 1891 | 1896 |
| ---- | ---- | ---- | ---- | ---- | ---- | ---- | ---- | ---- |
| 482  | 525  | 551  | 507  | 470  | 516  | 485  | 490  | 522  |

| 1901 | 1906 | 1911 | 1921 | 1926 | 1931 | 1936 | 1946 | 1954 |
| ---- | ---- | ---- | ---- | ---- | ---- | ---- | ---- | ---- |
| 553  | 519  | 515  | 475  | 508  | 515  | 462  | 414  | 476  |

| 1962 | 1968 | 1975 | 1982  | 1990  | 1999  | 2006  | 2007  | 2012  |
| ---- | ---- | ---- | ----- | ----- | ----- | ----- | ----- | ----- |
| 542  | 645  | 983  | 1 125 | 1 559 | 1 654 | 1 804 | 1 825 | 1 981 |

| 2017  | 2022  | - | - | - | - | - | - | - |
| ----- | ----- | - | - | - | - | - | - | - |
| 1 914 | 1 935 | - | - | - | - | - | - | - |

#### Pyramide des âges
En 2018, le taux de personnes d'un âge inférieur à 30 ans s'élève à 33,9 %, soit en dessous de la moyenne départementale (39,9 %). À l'inverse, le taux de personnes d'âge supérieur à 60 ans est de 25,1 % la même année, alors qu'il est de 20,1 % au niveau départemental.
En 2018, la commune comptait 938 hommes pour 957 femmes, soit un taux de 50,50 % de femmes, légèrement inférieur au taux départemental (51,02 %).
Les pyramides des âges de la commune et du département s'établissent comme suit.
| Hommes | Classe d’âge | Femmes |
| ------ | ------------ | ------ |
| 0,5    | 90 ou +      | 0,1    |
| 6,3    | 75-89 ans    | 6,0    |
| 17,3   | 60-74 ans    | 20,0   |
| 22,9   | 45-59 ans    | 22,2   |
| 18,4   | 30-44 ans    | 18,6   |
| 16,6   | 15-29 ans    | 14,2   |
| 18,0   | 0-14 ans     | 18,9   |

| Hommes | Classe d’âge | Femmes |
| ------ | ------------ | ------ |
| 0,5    | 90 ou +      | 1,4    |
| 5,4    | 75-89 ans    | 7,2    |
| 12,9   | 60-74 ans    | 13,9   |
| 20     | 45-59 ans    | 19,4   |
| 19,9   | 30-44 ans    | 20,1   |
| 20     | 15-29 ans    | 18,2   |
| 21,3   | 0-14 ans     | 19,8   |

### Lieux de culte
La paroisse catholique des Molières est rattachée au secteur pastoral de Limours et au diocèse d'Évry-Corbeil-Essonnes. Elle dispose de l'église Sainte-Marie-Madeleine.

### Médias
L'hebdomadaire Le Républicain relate les informations locales. La commune est en outre dans le bassin d'émission des chaînes de télévision France 3 Paris Île-de-France Centre, IDF1 et Téléssonne intégré à Télif.

## Économie

### Emplois, revenus et niveau de vie
En 2006, le revenu fiscal médian par ménage était de 60 191, ce qui plaçait la commune au 48e rang parmi les 31 525 communes de plus de 39 ménages que compte le pays et au premier rang départemental.
| Répartition des emplois par catégories socioprofessionnelles en 2006. |              |                                           |                                                   |                            |                          |                           |
|                                                                       | Agriculteurs | Artisans, commerçants, chefs d’entreprise | Cadres et professions intellectuelles supérieures | Professions intermédiaires | Employés                 | Ouvriers                  |
| Les Molières                                                          | -            | -                                         | -                                                 | -                          | -                        | -                         |
| Zone d’emploi d’Orsay                                                 | 0,2 %        | 3,7 %                                     | 36,2 %                                            | 26,2 %                     | 21,4 %                   | 12,3 %                    |
| Moyenne nationale                                                     | 2,2 %        | 6,0 %                                     | 15,4 %                                            | 24,6 %                     | 28,7 %                   | 23,2 %                    |
| Répartition des emplois par secteurs d’activités en 2006.             |              |                                           |                                                   |                            |                          |                           |
|                                                                       | Agriculture  | Industrie                                 | Construction                                      | Commerce                   | Services aux entreprises | Services aux particuliers |
| Les Molières                                                          | -            | -                                         | -                                                 | -                          | -                        | -                         |
| Zone d’emploi d’Orsay                                                 | 1,0 %        | 13,4 %                                    | 3,8 %                                             | 18,1 %                     | 30,5 %                   | 5,4 %                     |
| Moyenne nationale                                                     | 3,5 %        | 15,2 %                                    | 6,4 %                                             | 13,3 %                     | 13,3 %                   | 7,6 %                     |
| Sources : Insee,                                                      |              |                                           |                                                   |                            |                          |                           |

## Culture locale et patrimoine

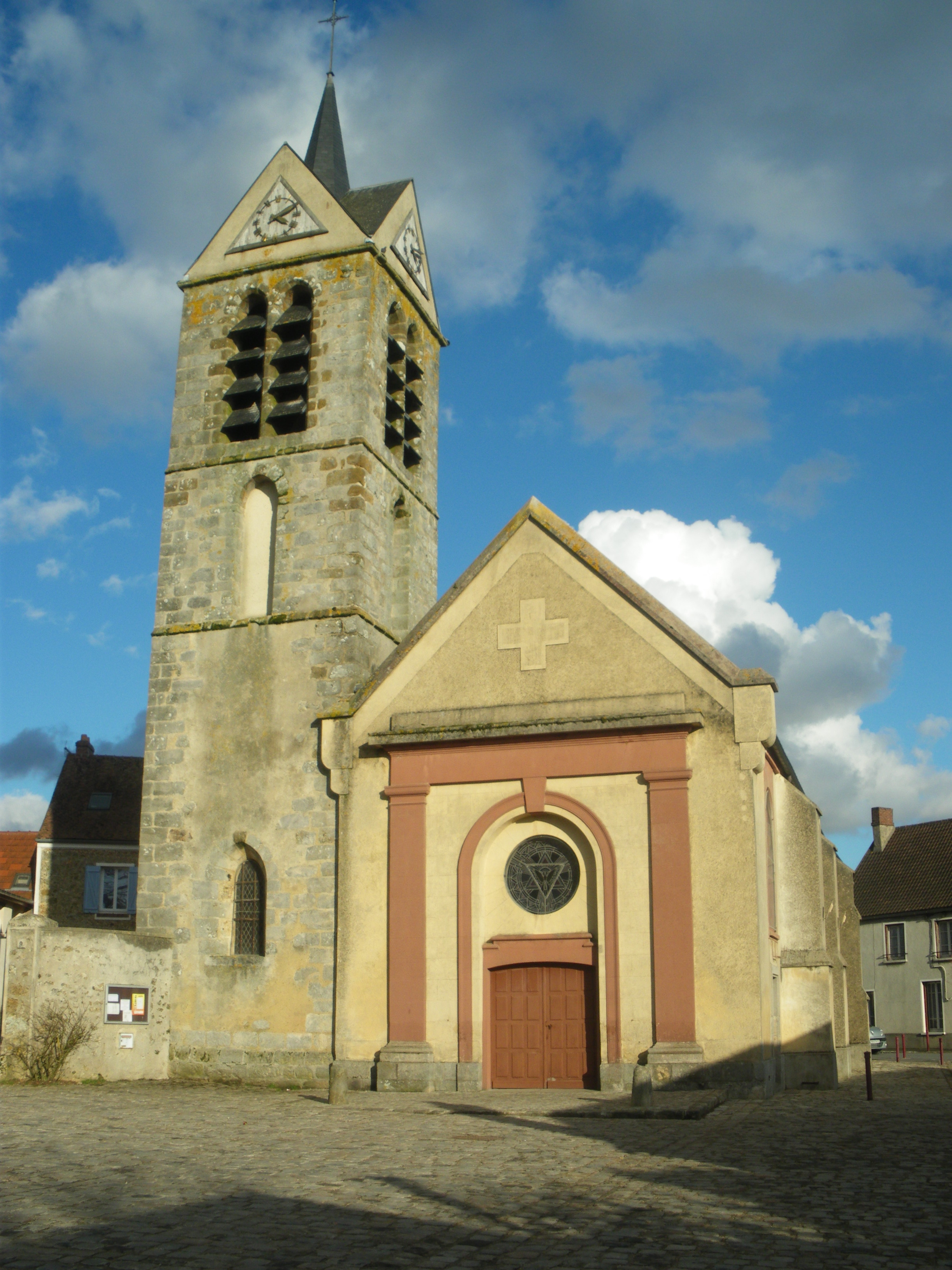
L'église Sainte-Marie-Madeleine.

### Lieux et monuments
- Église Sainte Marie-Madeleine (XVIIe siècle), remaniée par la suite
- Pavillon de Sully : XVIIe siècle

### Personnalités liées à la commune
Différents personnages publics sont nés, décédés ou ont vécu aux Molières :
- Guy-Jean-Baptiste Target (1733-1806), avocat et homme politique y est mort.
- Jack Lantier (1930-2024), chanteur y est mort.

### Héraldique et logotype

Logo de la commune.

La dispose d’un logotype.

## Pour approfondir